# Coen, Queensland
Coen là một thị trấn và dân khu ở Shire of Cook, Queensland, Úc. Coen nằm bên Peninsula Developmental Road, con đường chính chạy xuyên bán đảo Cape York miền bắc Queensland. Tính đến năm 2016, Coen có dân số 364 người.

## Địa lý
Khu dân cư Coen nằm ở mé đông bán đảo Cape York với rìa phía đông tiếp giáp biển San hô (Coral Sea). Một phần đường biên giới phía bắc chạy dọc theo sông Archer, còn sông Coen đánh dấu biên giới phía tây. Peninsula Developmental Road chạy theo hướng bắc nam, cắt ngang dân khu này.

## Lịch sử
Năm 1623, Jan Carstensz, hoa tiêu tàu Pera của Công ty Đông Ấn Hà Lan đặt tên một dòng sông trên bán đảo Cape York theo tên Jan Pieterszoon Coen, toàn quyền Đông Ấn Hà Lan. Ngày nay dòng sông ấy mang tên 'sông Archer', 'sông Coen' chỉ còn là tên một chi lưu.
Người ta tìm thấy vàng trong sông Coen năm 1876. Khởi đầu của Coen là căn đồn nhỏ cho thợ mỏ và thợ dò vàng xây năm 1877, song cơn sốt vàng này mau chóng qua đi, và Coen bị bỏ hoang cho tới năm 1883. Nó trở thành trung tâm cho nhiều mỏ vàng nhỏ trong vùng để rồi đến năm 1893 nổ ra cơn sốt mỏ Great Northern, nhờ đó Coen được củng cố.
Bưu cục Coen mở cửa ngày 20 tháng 6 năm 1893.
Mỏ Great Northern tiếp tục hoạt động cho tới 1916, cho đi 52.000 troy ounce (1.617 kg) vàng.
Theo thống kê 2010, Coen có dân số 416 người.

## Cơ sở vật chất

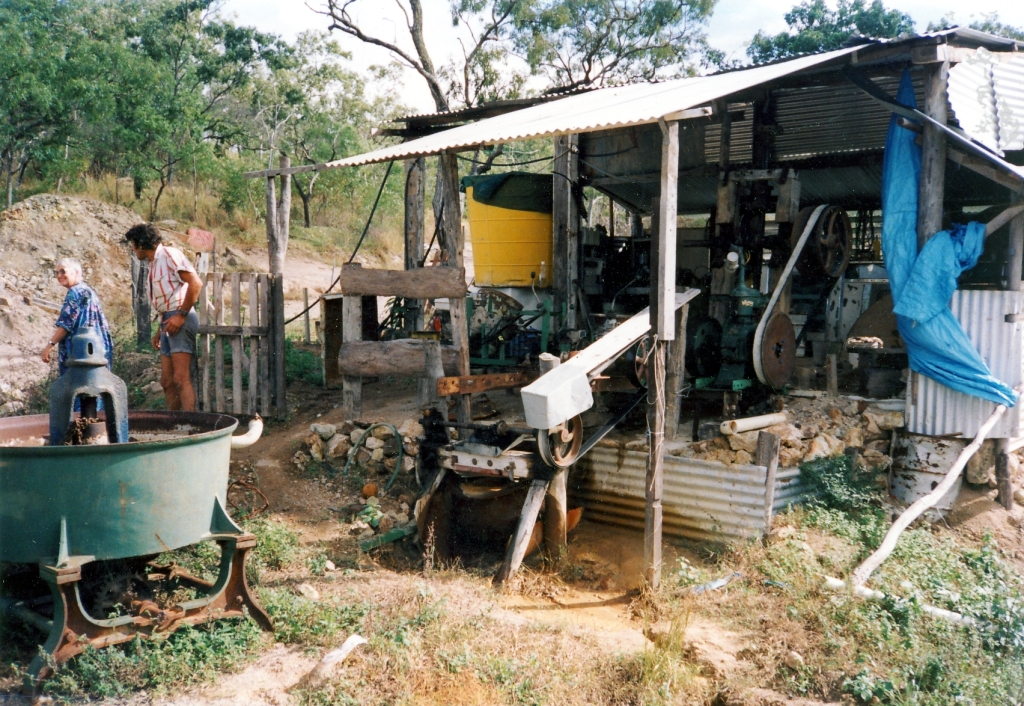
Mỏ vàng nhỏ gần Coen. 1990

Ngày nay, Coen là một nơi cung cấp các dịch vụ trong vùng, và là một điểm tiếp nhiên liệu quan trong trên con đường dài dẫn đến Weipa hay các cộng đồng nằm về phía bắc. Đây là điểm dừng chân cho khách du lịch đến mũi Cape York - điểm cực bắc trên đất liền Úc.
Thị trấn có sân bay (nằm cách 24 kilômét (15 mi) về phía bắc), thư viện công cộng, khách sạn, nhà nghỉ, hai cửa hàng tạp hoá, trạm nhiên liệu, bệnh viện, bưu cục, trạm cảnh sát.